# Tió de Nadal
|  | Aquest article tracta sobre tradició catalana i aragonesa. Si cerqueu les diferents tradicions nadalenques arreu d'Europa que giren al voltant d'un tronc, vegeu «Tió de Nadal (tradicions europees)». |

El tió de Nadal (també dit simplement tió, tronc(a) de Nadal, soca o xoca) és un dels elements de la mitologia catalana i aragonesa i una tradició molt arrelada a Catalunya, Aragó (on es diu en aragonès tronca, toza o tizón de Nadal/Navidat), Occitània (on es diu en occità cachafuòc o soc de Nadal), Andorra i oblidada a Mallorca (coneguda com a Nadaler). Malgrat les múltiples variants locals, la tradició consisteix a aconseguir un tros de soca o branca gruixuda dies abans del dia de Nadal. Normalment, el 8 de desembre, dia de la Puríssima Concepció, es col·loca en algun racó de casa amb una manta perquè no tingui fred i se l'alimenta diàriament fins al dia que es fa cagar. Hi ha llars on el tió és simplement una peça de fusta (una o diverses cadires, per exemple), un tros de suro, o una caixa, de mides diferents segons convingui per l'espai i mides dels regals, que haurà de cagar. Es tracta d'una tradició amb segles d'història, inicialment relacionada amb la natura, la fertilitat i el solstici d'hivern. El tió és un ritual d'origen rural, significa l'abundància, un tronc vell i sec regala de les seves entranyes llaminadures i llepolies. És l'auguri del renaixement de la natura després de l'estació hivernal. Amb el temps i la desaparició del foc a terra de les llars, també ha desaparegut el costum de cremar-lo després de la cagada i també els costums al voltant de les cendres que quedaven. Aquestes eren utilitzades com a elements de protecció contra el llamp, les cuques, etc. a les cases i als camps.
També existeix la denominació cagatió referida a la festa de fer cagar el tió. És adequada per a referir-se a la festa, però no al tió en si mateix. La paraula té l'origen en les cançons tradicionals que comencen amb aquests mots, en què «caga» és un verb en imperatiu, per exemple: "Caga, tió,/ ametlles i torró".

## Tradició
Pels volts del dia de la Puríssima (8 de desembre), es comença a donar menjar cada dia al tió, i se'l tapa amb una manta perquè no passi fred. Al tió li agraden les mateixes coses que als animals de peu rodó (excepte la palla), fruita, verdura, serradures i ous, i tot se li ofrena cru. També se li dona aigua. En realitat, hi ha múltiples tradicions locals que a vegades prefereixen uns aliments o uns altres.
El tió generalment es fa cagar el 24 de desembre al vespre o el 25 abans del dinar familiar. A les cases amb llar de foc hi ha qui hi posa el tió una estona abans de fer-lo cagar, o mentre ho fa, ja que per cagar ha d'estar encès. Però avui en dia, com que a la majoria de les cases no hi ha llar de foc, ja no s'encén.
Per fer-lo cagar, generalment s'envia la mainada a resar o a cantar nadales a un altre espai de la casa. Tot seguit se'l colpeja per torns o tots plegats al ritme de la cançó o vers oportú, dels quals existeixen múltiples variants. Aquest procediment es repeteix fins que el tió no caga més o bé fins que caga algun objecte que així ho indica, com una arengada ben salada, carbó, un all o una ceba, o bé es pixa a terra.
Tradicionalment, el tió mai no cagava objectes grossos (aquests ja els portaven els Reis) sinó llaminadures, figuretes de pessebre i alguna joguina senzilla per als més petits, així com coses de menjar i beure per als àpats de Nadal i Sant Esteve, com torrons, xampany, figues seques, mandarines, etc. Actualment, però, ha pres importància en algunes llars, on és qui obsequia la mainada o tota la família amb els principals regals de Nadal, grossos o petits, a més dels obsequis tradicionals. Per a aquesta avinentesa hom acostuma a alçar el tió recolzant-lo en dues o més cadires o peces que permetin que cagui objectes més grossos.
A més dels tions propis hom n'estableix a casa de familiars, com ara a cals avis, oncles, etc., de manera que els infants poden arribar a fer cagar més d'un tió. Quan els mateixos nens no poden fer-los cagar tots, s'actua semblantment al matí de Reis en qualsevol dels dies successius (aprofitant normalment alguna de les reunions familiars que es produeixen, com Sant Esteve o dies subsegüents) i la xicalla troba els regals que els han estat cagats pel tió el dia 24 o 25.
També hi ha llocs en què el tió és comunal i tots els xics del poble acudeixen a atiar-lo per rebre els regals.
En diferents indrets de Catalunya s'ha incorporat a les celebracions de Nadal l'Oncle Buscall, un personatge que viu als boscos i que amb els seus cosins acompanya l'arribada del tió. L'Oncle Buscall té cura dels tions que es desperten als arbres, d'on els despenja i els lliura a la canalla perquè els facin cagar.
A Mallorca es documenta la presència del Tió de Nadal a la pagesia a final del segle xix i començament del xx, però no es descriu una tradició en la qual el Tió és un ésser animat que dona regals als infants, sinó simplement la d'un tronc molt gros (un tió) que crema durant tota la nit de Nadal i que simbolitza l'escalfor de la llar i els membres de la família i el naixement de Jesucrist.

## Cançons a Catalunya
Tractant-se de cançons simples i basades en ritmes senzilles, ja que tradicionalment han estat creades i cantades per nens, hi ha moltes variacions sobre la mateixa lletra. Les més conegudes a Catalunya són les següents:

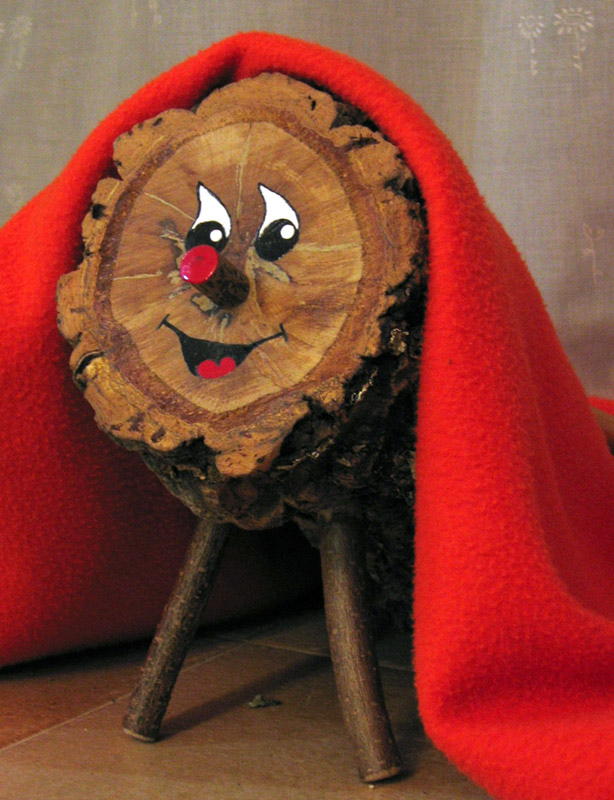
Tió de Nadal en l'actual versió infantil

| « | Caga tió ametlles/avellanes i torró no caguis arengades que són massa salades caga torrons que són més bons Caga tió' ametlles i torró si no vols cagar et donaré un cop de bastó Caga tió! | » |

| « | Caga tió Tió de Nadal no caguis arengades que són massa salades caga torrons que són més bons I pixa xampany! | » |

| « | Caga tió De mel i de mató no caguis avellanes que no ens agraden caga torrons que són molt bons. | » |

| « | Caga tió caga torró d'avellana i de pinyó Si no vols cagar garrotada va! | » |

| « | Caga tió avellanes i torró, si no cagues tió et donaré un cop de bastó! | » |

| « | Caga tió tió de nadal posarem el porc en sal la gallina a la pastera el pollí a dalt del pi corre, corre Valentí! Passen bous i vaques gallines amb sabates i galls amb sabatots correu, correu minyons! que la teta fa torrons el vicari els ha tastat diu que són un poc salats ai, el brut! ai, el porc! ai, el cara, cara, cara! ai, el brut! ai, el porc! ai, el cara de pebrot! | » |

| « | Tronc de Nadal, caga figues caga figues, tronc de Nadal caga figues i vi blanc. No caguis arengades que son salades, caga turrons que són molt bons. Si no cagues re garrotada et donaré! | » |

| « | Caga, soca de Nadal, caga torrons i pixa vi blanc, no caguis arengades que són salades, caga torrons que són molt bons. Si no cagues re garrotada et donaré! | » |

| « | Tió, tió caga torró d'avellana i de pinyó Si no cagues botifarra et clavarem un cop de barra. Si no cagues torró et clavarem un cop de bastó Tió, tió | » |

| « | Tió, tió, caga torrons dels fins i dels bons. Si no en tens més caga diners, si no en tens prous caga ous. | » |

A la Catalunya del Nord, la versió més corrent fa:
| \| « \| Caga tió caga torró d'avellana o de pinyó o un quelcom de millor. Si, tió, vols pas cagar, sul cul te vindré a tustar \| » \| | |   |
| « | Caga tió caga torró d'avellana o de pinyó o un quelcom de millor. Si, tió, vols pas cagar, sul cul te vindré a tustar | » |

## Cançons a l'Aragó
A la Franja de Ponent hi ha les versions en català:
| « | Xoca de Nadal, caga torrons i pixa vi blanc, no cagues arengades que són salades, caga torrons, que són més bons. | » |

A la resta d'Aragó hi ha diferents cançons en aragonès, com l'exemple següent: 
| « | Buen Tizón, buen Varón, buena casa, buena brasa, que Dios mantenga a paz en ista casa y en totz os que i son | » |

A Escalona (Osca), el més gran de casa, o l'amo de la casa, encenia les brases i deia:
| « | Tizón de Navidat Tú yes o tronco d'a casa por ixo yo bendizco con vin esta troncada En nombre de Dios y o nino que baixa ta la tierra ta que ta ista casa traigas a felicidat más plena O primer trallo ta Tú, porque Tú tot lo navegas O segundo por nusatros que nos des salut a espuertas O tercero ta que nieve y se críen as cosechas O quarto ta que as arreses no se disgracien ni mueran Y o quinto ta que a Paz nos espante toda guerra. | » |